# Gabriel Decker

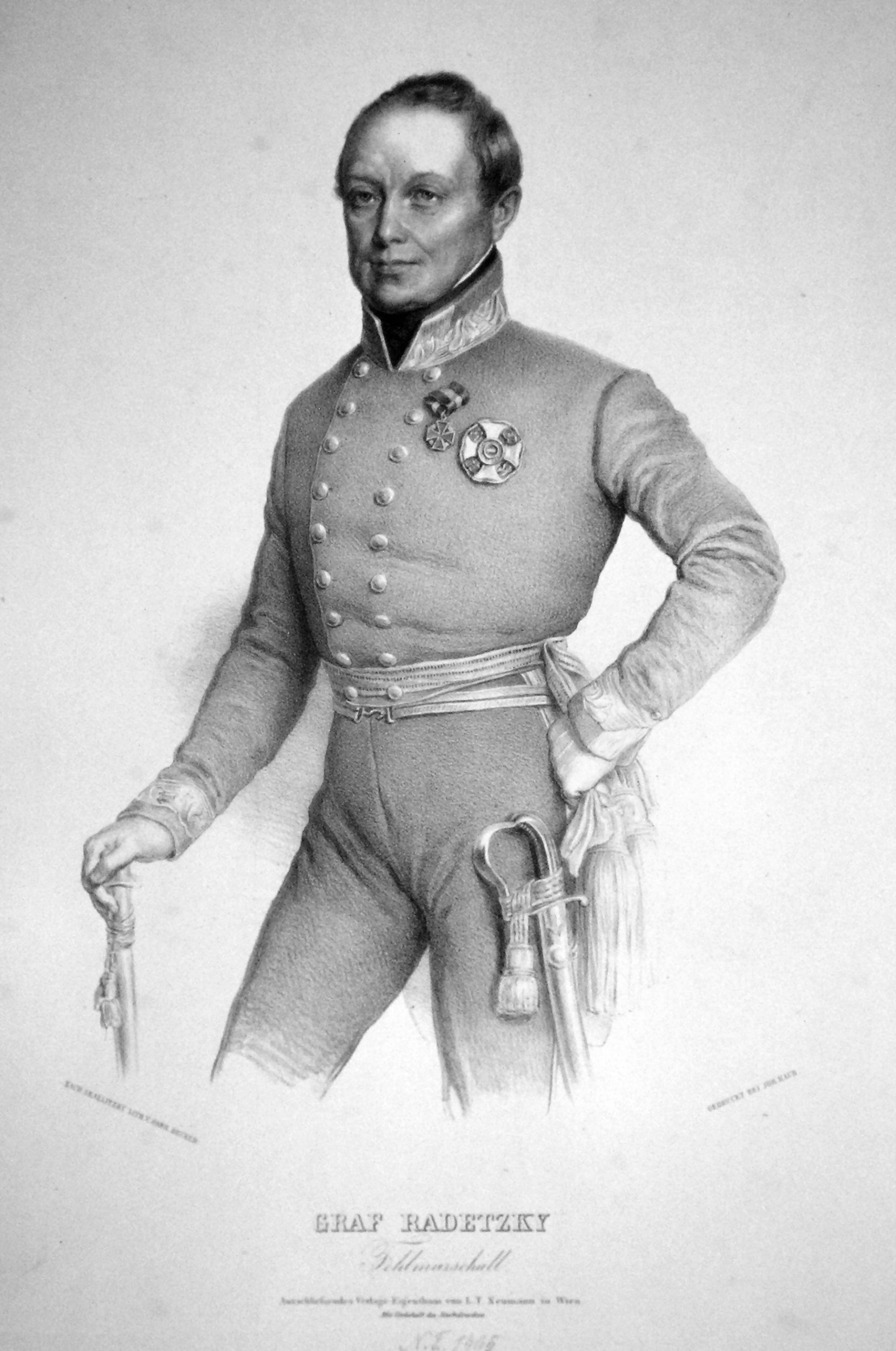
Feldmarschall Josef Wenzel Graf Radetzky

Gabriel Decker (* 25. August 1821 in Pest; † 26. August 1855 in Wien) war ein österreichischer Porträtmaler und Lithograph.

## Leben
Decker war ein Sohn des Porträtmalers Johann Stephan Decker (1783–1844). Ebenso wie seine Brüder Albert Decker (1817–1871) und Georg Decker (1818–1894) erlernte er die Porträtmalerei unter der Anleitung seines Vaters, der ihn auch in der Aquarell- und Miniatur-Malerei sowie in der Kunst des Lithographierens unterwies. Er schuf lithografierte Porträts der Maler Leopold Pollak, August Riedel, der Schriftsteller Wolfgang Adolf Gerle und Johann Nepomuk Vogl, der Hofschauspielerin Julie Rettich und vieler weiterer bekannter Persönlichkeiten der Wiener Gesellschaft. Er fertigte auch Porträts in Öl und Aquarell sowie Miniaturen und Kreidezeichnungen an. Für den Katalog Die Meister der Wiener Porträtlithographie fertigte er rund 80 Lithografien an. Er starb bereits im Alter von 34 Jahren.
Viele seiner Werke kamen in Privatbesitz.